# Пеђа Марјановић
Пеђа Марјановић (Деспотовац, 18. јун 1991) српски је глумац.

## Биографија
Глуму је дипломирао на Академији уметности Универзитета у Новом Саду, у класи Бориса Исаковића. Награђен је из Фондацијe „Мали принц” за резултате у области драмских уметности.
Члан је драмског ансамбла Српског народног позоришта, а играо је и на сценама других позоришта. Остварио је више филмских и телевизијских улога.

## Улоге

### Позоришне представе
| Наслов                         | Улога                      | Редитељ            | Позориште                         | Премијера           |
| ------------------------------ | -------------------------- | ------------------ | --------------------------------- | ------------------- |
| МиСтерија                      | Гавра                      | Душан Петровић     | Народно позориште Сомбор          | 4. октобар 2014.    |
| Небески одред                  | Ађутант                    | Миа Кнежевић       | Савез драмских уметника Војводине | 18. октобар 2014.   |
| Трећи светски рат              | Милорад Петровић           | Стефан Исаковић    | Академско позориште „Промена”     | 14. децембар 2014.  |
| Лолита                         | Клер Квилти                | Јована Томић       | Опера и театар Мадленијанум       | 14. новембар 2015.  |
| За шта бисте дали свој живот?  | више улога                 | Харис Пашовић      | East West                         | 30. септембар 2016. |
| Евгеније Оњегин                | Евгеније Оњегин            | Борис Лијешевић    | Позориште младих                  | 16. децембар 2017.  |
| Док чекамо Годоа               | Владимир                   | Вукашин Ранђеловић |                                   | 21. децембар 2017.  |
| Понуда која се не одбија       | Владимир Лукић / Полицајац | Харис Пашовић      | Новосадско позориште              | 12. фебруар 2018.   |
| Побуна морнара                 | Фрањо Раш                  | Дијего де Бреја    | Зетски дом                        | 30. август 2018.    |
| Пут око света за 60 секунди    | више улога                 | Миа Кнежевић       | Српско народно позориште          | 4. октобар 2018.    |
| Светозар                       | Бранко Петровић Шандор     | Југ Радивојевић    | Српско народно позориште          | 24. новембар 2018.  |
| Грађанин племић                | Учитељ филозофије          | Ан Берелович       | Позориште младих                  | 25. април 2019.     |
| Балкан бојс                    | Рамбо                      | Синиша Ефтимов     | Зетски дом                        | 7. август 2019.     |
| Маму му јебем ко је први почео | Млади Шејтан               | Слободан Унковски  | Југословенско драмско позориште   | 27. јануар 2020.    |
| Голманов страх од пенала       | Момак                      | Ана Ђорђевић       | Српско народно позориште          | 4. септембар 2021.  |
| Зенитеум                       | Хорист                     | Драган Живадинов   | Европска престоница културе       | 13. јануар 2022.    |
| Тесла, изуметник               | Стеван                     | Небојша Брадић     | Српско народно позориште          | 22. јануар 2022.    |
| Берлински зид                  | Фарук / Рашко              | Жељко Хубач        | Српско народно позориште          | 9. март 2022.       |
| Мефисто                        | Херман Геринг              | Харис Пашовић      | Српско народно позориште          | 12. јул 2022.       |
| Поетеса                        | Голубан                    | Вида Огњеновић     | Српско народно позориште          | 4. децембар 2022.   |
| Била једном једна земља        | Јован                      | Кокан Младеновић   | Српско народно позориште          | 14. октобар 2023.   |
| Скупљачи перја                 | Пајташ                     | Дејан Пројковски   | Српско народно позориште          | 8. новембар 2023.   |

### Филмографија
|                   | 2010▼ | 2020▼ | Укупно |
| ----------------- | ----- | ----- | ------ |
| Дугометражни филм | 1     | 2     | 3      |
| ТВ филм           | 0     | 0     | 0      |
| ТВ серија         | 5     | 6     | 11     |
| Кратки филм       | 6     | 0     | 6      |
| Укупно            | 12    | 8     | 20     |

| Год.    | Назив                             | Улога                 |
| ------- | --------------------------------- | --------------------- |
| 2010-е▲ |                                   |                       |
| 2014.   | Angelo e Isabella (кратки филм)   |                       |
| 2014.   | Срећан пут (кратки филм)          |                       |
| 2015.   | Бранио сам Младу Босну (серија)   | Драго Мраз            |
| 2015.   | Чизмаши (серија)                  | Каплар у војној школи |
| 2015.   | If You See Maria (кратки филм)    | Чеда                  |
| 2015.   | Бићемо прваци света               | Драгутин Чермак       |
| 2016.   | Прваци света (серија)             | Драгутин Чермак       |
| 2016.   | Ухвати кривицу (кратки филм)      | Пеђа                  |
| 2016.   | Сумњива лица (серија)             | Извршитељ             |
| 2018.   | Шифра Деспот (серија)             | Конобар 1             |
| 2018.   | Mind Palace (кратки филм)         |                       |
| 2019.   | Код СНП-а (кратки филм)           | 274 (глас)            |
| 2020-е▲ |                                   |                       |
| 2020.   | Неки бољи људи (серија)           | Мушкарац              |
| 2020.   | 12 речи (серија)                  | Марко                 |
| 2021.   | Љубав испод златног бора (серија) | Конобар Воја          |
| 2021.   | Нечиста крв (серија)              | Турски официр         |
| 2022.   | Хероји радничке класе             | Наредник              |
| 2023.   | Убице мог оца (серија)            | Невен                 |
| 2023.   | Пенал и сексуални живот Ане Ђ.    | Пеђа                  |
| 2023.   | Деца зла (серија)                 | Драган Пажин          |
| 2024.   | Мочвара (серија)                  | Милош Скочајић        |

## Награде и признања
| Година | Остварење | Награда |
| ------ | --------- | --- |
| 2015.  |           | Награда Мали принц за постигнуте врхунске резултате у области драмских уметности, академске 2013/2014. године |